# Barciszewo
Barciszewo (niem. Bartelsdorf) – wieś w Polsce położona w województwie warmińsko-mazurskim, w powiecie bartoszyckim, w gminie Bartoszyce. W latach 1975–1998 miejscowość administracyjnie należała do województwa olsztyńskiego.

## Historia
Wieś, nosząca wówczas nazwę Bertoldishof, wymieniana w dokumentach z 1414 r., przy okazji spisu strat poniesionych w wojnie polsko-krzyżackiej. W tym czasie była to wieś szlachecka, licząca 36 włók. W 1889 roku wymieniana jest jako majątek szlachecki o obszarze 558 ha.
Szkołę wybudowano w XVIII w., uczęszczały do niej dzieci z Barciszewa i Taplikajm. W 1935 r. do szkoły chodziło 82 uczniów, a zatrudnionych było dwóch nauczycieli.
W 1939 r. we wsi było 378 mieszkańców.
W 1978 r. w Barciszewie były 34 indywidualne gospodarstwa rolne, gospodarujące łącznie na 380 ha. W 1983 r. we wsi były 32 domy w zabudowie zwartej i 161 mieszkańców. W miejscowości działał punkt biblioteczny a ulice miały elektryczne oświetlenie. W tym czasie była to wieś sołecka w gminie Bartoszyce. Do sołectwa należay: wieś Barciszewo, PGR Pilwa i osada Wólka.